# 帛琉華人
帛琉華人，自19世紀以來，一直在帕勞定居。
早期的移民由商人和勞工組成，經常與帛琉婦女通婚。他們的後代迅速被當地民眾同化，一般認為自己是帕勞人。近年來，在帛琉1999年與中華民國建立正式外交關係之後，帛琉見證了越來越多的來自台灣的外國商界人士。

## 早期歷史
據了解，華人是在18世紀來到帛琉群島。據報導，一艘中國帆船於1782年在帛琉停泊了好幾天，並且送逐了一名印尼馬來人。接下來的八月，英國東印度公司在亨利·威爾遜的指揮下，帶著十六名中國水手，破壞了烏隆島。帛琉王後將他的次子李博送到倫敦，期間他在澳門登陸，據說遇到市民好奇的目光。1791年，英國東印度公司的一名英國中尉約翰·麥克盧爾在馬拉卡勒島建立了一個堡壘和農業殖民地，並在那里和一些中國勞工在那里呆了好幾年。1798年後，麥克盧爾和其他中尉離開帛琉後，中國勞工從此在帕勞定居。
一名俄羅斯探險家奧古斯都報導說，馬尼拉的中國或菲律賓商人在十九世紀早期到十九世紀中期前往帛琉和雅浦島，向島民出售陶罐。一些中國商人定居下來，與當地貴族家庭的女人結婚。英國商人從十九世紀四十年代開始就在帕勞建立了商業性農業企業，並且經常從華南進口華工，於種植園工作。
中國勞工從1909年開始來到帛琉，在安加爾島磷酸鹽礦藏工作。一些華工因惡劣工作條件偶爾會罷工反對他們的德國僱主。1914年，中國政府禁止中國男子到海外尋求工作，抵達帛琉的中國勞工人數銳減。日本於第一次世界大戰時從德國吞併帛琉後，中國的勞工迅速被日本和密克羅尼西亞的勞工所取代。
20世紀20年代，一些華工繼續抵達帛琉。他們中的許多人在日本統治初期被驅逐出境，在1923年的人口普查中只佔15人。他們的工資通常比帛琉人和移民查莫洛人的工資高，儘管只有他們的日本同行三分之二 。中國男人和帛琉婦女的後代同化到當地社區，在日本殖民時期和帛琉被美國管理的年代，通常被認定為帛琉人。

## 近期
1999年帛琉與台灣正式建交後，一些台商長期居住在帛琉。台灣遊客佔帛琉遊客人數的45％，許多台商在市區購買土地。台商主宰了帛琉經濟的旅遊和企業部門，並投資了該國的酒店。據報導，台灣在帛琉商業界的統治地位顯現，從2005年起，偶爾會有人對帛琉政界人士表示不滿。2009年，美國設法與帛琉達成協議，將關塔那摩監獄的6名維吾爾人安置在帛琉，以便重新安置前囚犯。